# Геофизическое оборудование
Геофизическое  оборудование — приспособления, применяемые для проведения геофизических работ и обеспечивающие соответствующие условия. Непосредственно измерения выполняются при помощи геофизической аппаратуры, а всё прочее оборудование относится к вспомогательному. В отличие от материалов, геофизическое оборудование предназначено для многократного использования. 

## Классификация
- Аппаратура электрических и электромагнитных методов исследований скважин. Позволяет определить удельное электрическое сопротивление горных пород, окружающих скважину, а также потенциалы самопроизвольной поляризации пород.
- Аппаратура радиоактивных методов исследования скважин

- Аппаратура акустических методов исследования скважин. Аппаратура предназначена для литологического расчленения пород, выделения проницаемых интервалов, определения структуры порового пространства. Аппаратура обеспечивает регистрацию акустических волновых полей, возбужденных монопольным или дипольными излучателями. Область применения аппаратуры - исследование методом волнового-акустического каротажа в бурящихся и обсаженных скважинах.

- Аппаратура ядерно - магнитных методов исследования скважин.  Применяется для определения толщины и эффективной пористости  коллекторов, для исследования бурящихся скважин, с помощью наблюдения сигналов ядерной индукции от свободного флюида в пласте в магнитном поле Земли.

- Аппаратура контроля технического состояния ствола скважин. Предназначена для измерения зенитного угла, азимута географического, угла установки отклонителя бурильного инструмента с целью определения положения оси ствола нефтегазовых и других скважин при их бурении и контрольных проверках.

- Аппаратура контроля качества цементирования скважин. Предназначена для определения качества цементирования обсадных колонн в скважинах.

- Оборудование и аппаратура испытания пластов, отбора проб, пластовых флюидов и образцов пород. Предназначено для отбора образцов горных пород из стенок необсаженных нефтяных и газовых скважин с целью определения литологии, стратиграфии, коллекторских свойств и их нефте-газо-водосодержания.

- Оборудование и аппаратура геофизических исследований скважин при контроле за разработкой месторождений.  Оборудование предназначено для исследование эксплуатационных характеристик скважины, определения: отдающих и поглощающих интервалов, профиля притока и приемистости, давления, температурного режима, интервалов обводнения, интервалов негерметичности обсадной колонны, НКТ и затрубного пространства. Контроль за работой технического оборудования включает в себя определение глубины установки оборудования, уровня жидкости, нахождения НКТ и пакеров.

- Оборудование и аппаратура геонавигации и геофизических исследований в процессе бурения. К этому оборудованию относятся гамма-каротажные блоки, инклинометры, гироскопические  инклинометры.

- Оборудование и аппаратура геофизических исследований сильно наклонных и горизонтальных скважин (автономная аппаратура)

- Оборудование для прострелочно - взрывных работ. Предназначено для привязки интервала перфорации к геологическому разрезу скважины и собственно проведения перфорации, как вида вторичного вскрытия пласта, для обеспечения гидродинамической связи пласти со стволом скважины.

- Оборудование и аппаратура наземных видов геофизических исследований (ГТИ с газовым каротажем, контроль процесса цементирования)

- Каротажные станции, подъемники и лаборатории (самоходные, вертолетные)

- Установки поверочные, калибровочные и оборудование метрологического обеспечения скважинной аппаратуры
- Геофизический кабель
- Программное обеспечение обработки и интерпретации результатов геофизических и гидродинамических исследований скважин

## Стандарты и требования
В России стандарты на буровое оборудование регулируются ГОСТ 22609-77 (Геофизические исследования в скважинах). Также существует комплекс ГОСТ для аппаратов, материалов и к требованиям безопасности.